# Songolo
Songolo est une localité située dans le département de Koloko de la province du Kénédougou dans la région des Hauts-Bassins au Burkina Faso.

## Santé et éducation
Le centre de soins le plus proche de Songolo est le centre de santé et de promotion sociale (CSPS) de Koloko tandis que le centre médical avec antenne chirurgicale (CMA) le plus proche est à Orodara et que le centre hospitalier régional (CHR) est le CHU Souro-Sanon de Bobo-Dioulasso.
Le village ne possède pas d'école primaire.